# Almost Doesn't Count
Almost Doesn't Count è un singolo R&B della cantante statunitense Brandy, scritto da Shelly Peiken e prodotto da Guy Roche per il secondo album in studio della cantante, Never Say Never. Pubblicato nel 1999 come quarto singolo dell'album, il brano è entrato nella top20 Usa della Billboard Hot 100, così come in quella del Regno Unito e della Nuova Zelanda.

## Video
Il videoclip della canzone è stato girato seguendo lo stile tipico dei road movie. Il video si apre con Brandy che abbandona la propria auto sul ciglio di una strada in mezzo al deserto, per poi accettare il passaggio da una jeep; sul veicolo conosce un altro autostoppista che le presta il suo cappello da cowboy. Una volta arrivata la notte, la cantante si fa lasciare di fronte a una pompa di benzina, trova il negozio chiuso e si rivolge al motel più vicino per passare la notte. Da qui il look dell'artista cambia drasticamente: se prima era vestita di un largo cappotto di pelle marrone con bordi in pelliccia bianca, pantaloni e scarponi, ora indossa un abito lungo senza maniche, è truccata ed ha brillantini tra le treccine. 
Entrata nella camera del motel, la cantante si affaccia alla finestra e vede la festa in corso nel giardino in onore di un matrimonio. Decide allora di uscire e raggiungere i partecipanti al festino, e reincontra il ragazzo che aveva conosciuto sulla jeep, e gli restituisce il cappello.

## Ricezione
Il singolo è arrivato alla posizione numero 16 della Hot 100, passando un totale di 20 settimane in classifica, e diventando il sesto singolo della cantante ad entrare in top20. La stessa posizione è stata raggiunta nelle classifiche R&B, dove non ha ottenuto performance migliori a causa delle sonorità vicine alla ballata e al country pop. Nelle classifiche di fine anno il singolo ha raggiunto il numero 76 nella Hot 100 e il numero 73 nella Hot R&B/Hip hop Songs. Il successo del singolo, che ha continuato a spingere le vendite di Never Say Never pur non ottenendo il risultato di singoli passati, è stato garantito dal passaggio in radio, che ha permesso al brano di entrare in top10 sia nella Hot 100 Airplay che nella Hot R&B/Hip-Hop Airplay, ovvero classifiche dedicate solo al passaggio in radio. Nelle classifiche dedicate esclusivamente alle vendite come la Billboard Hot Singles Sales invece il singolo non è entrato. Nel Regno Unito è stato il quarto singolo di Brandy ad entrare nella top20, arrivando al numero 15, mentre in Nuova Zelanda, dove l'appeal della cantante è stato sempre molto forte, è stato addirittura il decimo singolo della cantante ad entrare in top20: nelle classifiche neozelandesi il singolo è riuscito a raggiungere una posizione più alta rispetto a quella ottenuta nelle classifiche statunitensi e britanniche, ovvero la 13, raggiunta durante la nona settimana di presenza dopo un continuo sali e scendi.

### Classifiche
| Classifica (1999)                               | Posizione |
| ----------------------------------------------- | --------- |
| Germania                                        | 88        |
| Nuova Zelanda                                   | 13        |
| Regno Unito                                     | 15        |
| U.S. Billboard Hot 100                          | 16        |
| U.S. Billboard Hot 100 Airplay                  | 7         |
| U.S. Billboard Hot R&B/Hip-Hop Singles & Tracks | 16        |
| U.S. Billboard Hot R&B/Hip-Hop Airplay          | 9         |
| U.S. Billboard Top 40 Mainstream Singles        | 15        |
| U.S. Billboard Rhythmic Singles                 | 8         |

## Tracce
UK single I
1. "Almost Doesn't Count" (Radir Remix) - 3:37
2. "Almost Doesn't Count" (Album Version) - 3:35
3. "Almost Doesn't Count" (DJ Premier remix) - 3:47

UK single II
1. "Almost Doesn't Count" (Pull Club radio edit) - 4:15
2. "Almost Doesn't Count" (club remix) - 4:37
3. "Have You Ever?" (Soul Shank remix) - 5:40

## Cover e campionamenti
Nel 2000, solo un anno dopo la pubblicazione, il musicista country Mark Wills ha inciso una cover del brano per il suo terzo album Permanently, che è stata pubblicata anche come singolo ed ha avuto abbastanza successo nelle classifiche country di Billboard.
Nel 2007 il duo rap Ali & Gipp hanno utilizzato un campionamento del brano per il loro singolo Almost Made Ya, prodotto da Jermaine Dupri con il featuring di LeToya Luckett.